# Jason Blundell
Jason Blundell es un productor y director creativo de videojuegos británico. Es mejor conocido por su trabajo en la franquicia Call of Duty Zombies. y Call of Duty: Black Ops III. 

## Carrera
Blundell comenzó su carrera en Activision como programador y productor de varios juegos, antes de unirse a Treyarch para trabajar en Call of Duty 3.  Pasó a convertirse en productor ejecutivo del juego Call of Duty: Black Ops, director del diseño de la campaña de Call of Duty: Black Ops II y director de juego para los modos de juego Campaña y Zombies de Call of Duty: Black Ops III, reemplazando a Jimmy Zielinski. 
Blundell dirigió y produjo las experiencias Carrera y Zombies de Call of Duty: Black Ops 4, y cocreó la historia de Zombies Comics. Fue el creador de la historia del Caos en la franquicia Zombies. 
El 28 de febrero de 2020, Treyarch anunció que Jason Blundell dejaba el estudio. El 10 de junio de 2021, Blundell y Dave Anthony anunciaron un nuevo estudio, Deviation Games. El 8 de septiembre de 2022, se anunció que Blundell había dejado el estudio Deviation Games.  Deviation Games tuvo despidos importantes en mayo de 2023   y cerró sus puertas en marzo de 2024.  En diciembre de 2023, se reveló que Jason estaba trabajando en PlayStation Studios. El 18 de marzo de 2025, Jason Blundell confirma finalmente la apertura de su nuevo estudio, «Dark Outlaw Games», que formará parte de PlayStation Studios. El nuevo estudio ha sido financiado por Sony y aún no hay información pública sobre el nuevo proyecto en el que trabajan.

## Estilo de escritura
Blundell se inspira en narrativas de múltiples capas y personajes moralmente grises. Durante una entrevista para Call of Duty: Black Ops III, Blundell dijo que hay "tres o cuatro historias que se desarrollan al mismo tiempo".  Es conocido por su narrativa abiertamente críptica y sus Easter Eggs, y le encanta la distopía y la mitología . 

## Juegos
- Starlancer
- X2: Wolverine's Revenge
- Catwoman
- Xanadu Next
- The Roots: Gates of Chaos
- Call of Duty 3
- Spider-Man 3
- 007: Quantum of Solace
- Call of Duty: World at War
- Call of Duty: Black Ops
- Call of Duty: Black Ops II
- Call of Duty: Black Ops III
- Call of Duty: Modern Warfare Remastered
- Call of Duty: Black Ops 4
- Unannounced PlayStation Title